# Zissermanovski
Zissermanovski - Зиссермановский (rus) - és un khútor, un poble, del krai de Krasnodar, a Rússia. Es troba a les terres baixes de Kuban-Azov, a la vora dreta del riu Zelentxuk Vtoroi, un afluent del riu Kuban, davant de Dalni, a 8 km al sud de Tbilísskaia i a 97 km a l'est de Krasnodar, la capital.
Pertany al municipi de Màrinski.